# Речна мрежа
Речната мрежа е съвкупността от всички реки на определена територия. За да се формира речната мрежа на една територия не е необходимо реките да имат свързаност помежду си или да са част от един общ водосбор. Формирането на речната мрежа се предопределя от литоложката основа, морфогенните особености на релефа, климатични, зонални и азонални фактори.
Основна количествена характеристика за отразяване същността на речната мрежа е нейната гъстотата. Гъстотата на речната мрежа по земната повърхност се отличава с голямо разнообразие. Това зависи от климатичните условия, от орографията, от водопропускливостта на скалите и от близостта на подпочвените води до повърхността на земята. В места с водонепропускливи пластове речната мрежа се отличава с по-голяма гъстота, отколкото в места с водопропускливи пластове. Планинският релеф и растителната покривка също влияят за увеличаване на гъстотата на речната мрежа. В планинските страни обикновено гъстотата на речната мрежа е значително по-голяма, отколкото при същите условия в равнинните места. Горската растителност също оказва благоприятно влияние върху гъстотата на речната мрежа. Почвата в горите замръзва по-слабо и по-плитко, поради което валежната вода има възможност да попива повече и по-дълбоко. Изпарението на влагата под корените на дърветата е по-малко от това в откритите места. Всичко това благоприятства за задържането на повече вода в почвата. От своя страна то дава възможност за съществуването на повече и на по-обилни извори, а оттам и за по-гъста и по-пълноводна речна мрежа.